# Rugby Africa
Rugby Afrique / Rugby Africa (wcześniej Confédération Africaine de Rugby) – międzynarodowa organizacja zrzeszająca krajowe związki sportowe w rugby union z Afryki, jedna z sześciu regionalnych federacji stowarzyszonych z World Rugby, odpowiedzialna za organizację rozgrywek międzynarodowych w tej części świata.
Organizacja powstała jako Confédération Africaine de Rugby w styczniu 1986 roku w Tunisie na spotkaniu działaczy rugby z Tunezji, Maroka, Senegalu, Wybrzeża Kości Słoniowej, Tanzanii, Kenii, Seszeli i Madagascaru. Pierwszym turniejem w Afryce były przeprowadzone w 1990 roku w Harare eliminacje do Pucharu Świata 1991. W lipcu 1992 roku członkiem CAR został Południowoafrykański Związek Rugby, utworzony już po zakończeniu ery apartheidu. W grudniu 2014 roku podjęto decyzję o zmianie nazwy na Rugby Afrique / Rugby Africa.

## Członkowie
Źródła.
| Państwo                              | Związek                                   |
| Pełni członkowie World Rugby         | Pełni członkowie World Rugby              |
| ------------------------------------ | ----------------------------------------- |
| Botswana                             | Botswana Rugby Union                      |
| Eswatini                             | Eswatini Rugby Union                      |
| Kamerun                              | Fédération Camerounaise de Rugby          |
| Kenia                                | Kenya Rugby Football Union                |
| Madagaskar                           | Fédération Malagasy de Rugby              |
| Maroko                               | Fédération Royale Marocaine de Rugby      |
| Mauritius                            | Rugby Union Mauritius                     |
| Namibia                              | Namibia Rugby Union                       |
| Nigeria                              | Nigeria Rugby Football Federation         |
| Południowa Afryka                    | South African Rugby Union                 |
| Senegal                              | Fédération Sénégalaise de Rugby           |
| Tunezja                              | Fédération Tunisienne de Rugby            |
| Uganda                               | Uganda Rugby Union                        |
| Wybrzeże Kości Słoniowej             | Fédération Ivoirienne de Rugby            |
| Zambia                               | Zambia Rugby Football Union               |
| Zimbabwe                             | Zimbabwe Rugby Union                      |
| Członkowie stowarzyszeni World Rugby |                                           |
| Burundi                              | Fédération Burundaise de Rugby            |
| Ghana                                | Ghana Rugby Association                   |
| Mali                                 | Fédération Malienne de Rugby              |
| Mauretania                           | Fédération Mauritanienne de Rugby         |
| Rwanda                               | Fédération Rwandaise de Rugby             |
| Tanzania                             | Tanzania Rugby Union                      |
| Togo                                 | Fédération Togolaise de Rugby             |
| Członkowie Rugby Africa              |                                           |
| Algieria                             | Fédération Algérienne de Rugby            |
| Benin                                | Fédération Béninoise de Rugby             |
| Burkina Faso                         | Fédération Burkinabé de Rugby             |
| Czad                                 | Fédération Tchadienne de Rugby            |
| Demokratyczna Republika Konga        | Fédération Congolaise de Rugby            |
| Egipt                                | Egyptian Rugby Football Union             |
| Gabon                                | Fédération Gabonaise de Rugby             |
| Gwinea                               | Fédération Guinéenne de Rugby             |
| Kongo                                | Fédération Congolaise de Rugby            |
| Lesotho                              | Federation of Lesotho Rugby               |
| Malawi                               | Rugby Football Union of Malawi            |
| Niger                                | Fédération Nigérienne de Rugby            |
| Reunion                              | Comité Territorial de Rugby de la Réunion |
| Republika Środkowoafrykańska         | Fédération Centrafricaine de Rugby        |
| Seszele                              | Seychelles Rugby Association              |
| Sierra Leone                         | Sierra Leone National Rugby Association   |

## Organizowane rozgrywki
- Puchar Afryki
- Mistrzostwa Afryki w rugby 7 mężczyzn
- Mistrzostwa Afryki w rugby 7 kobiet